# Rudolf Alois Fröhlich
Rudolf Alois Fröhlich (* 14. Januar 1819 in Wien; † 12. oder 21. September 1862 in Mondsee) war ein kroatischer Sprachwissenschaftler und Kroatist.

## Werdegang
Er besuchte das Gymnasium in Vinkovci und studierte in Wien. Dort arbeitete er als Journalist, Schriftsteller und Übersetzer. Er gehörte dem literarisch-sprachlichen illyrischen Kreis an und übersetzte ab 1836 Věkoslav Babukićs Grundzüge der ilirischen Grammatik.  1839 veröffentlichte er die Grundlagen der illyrischen Grammatik unter dem Titel "Grundzüge der Ilirischen Grammatik". Er unterschied zwischen Kroatisch und Serbisch und veröffentlichte Handbücher der Grammatik für Kroatisch und Serbisch sowie ein kroatisch-deutsches und deutsch-kroatisches Wörterbuch.

## Veröffentlichungen
- Die gefährlichen Klassen Wiens: Darstellung ihres Entstehens, ihrer Verbindungen, ihrer Taktik, ihrer Sitten und Gewohnheiten und ihrer Sprache : mit belehrenden Winken über Gaunerkniffe und einem Wörterbuche der Gaunersprache, Wien : Verlag von Albert A. Wenedikt's Buchhandlung, 1851.[3]
- Handwörterbuch der ilirischen und deutschen Sprache
- Handwörterbuch der deutschen und ilirischen Sprache

## Bibliografie
- Ptačovský, F.: Kurzgefasste, tabellarisch bearbeitete Anleitung zur schnellen Erlernung der vier slavischen Hauptsprachen, 1872:t.p. (R.A. Fröhlich)
- NUC pre-1956 (Fröhlich, Rudolph Alois)
- Rečnik ilirskoga i nemačkoga jezika, 2015:t.p. (Rudolf V. Veselić) colophon (born 1819, died 1862)